# Resolució 309 del Consell de Seguretat de les Nacions Unides
La Resolució 309 del Consell de Seguretat de les Nacions Unides, aprovada el 4 de febrer de 1972 després de reafirmar les resolucions anteriors sobre el tema, el Consell va convidar al Secretari General de les Nacions Unides, en estreta cooperació en un grup del Consell format per representants de l'Argentina, Somàlia i Iugoslàvia, iniciar tan aviat com sigui possible els contactes amb totes les parts interessades per tal que el poble de Namíbia pugui exercir el seu dret a la lliure autodeterminació i la independència. El Consell va convidar a Sud-àfrica a cooperar i va demanar al Secretari General que informés no més tard el 31 de juliol de 1972.
La resolució va ser aprovada per unanimitat amb 14 vots; Xina no va participar en la votació.